# Station Kawanishi-Ikeda
Station Kawanishi-Ikeda  (川西池田駅, Kawanishi-Ikeda-eki) is een spoorwegstation in de Japanse stad Kawanishi in de prefectuur Hyōgo. Het wordt aangedaan door de Fukuchiyama-lijn. Het station heeft vier sporen.

## Treindienst

### JR West
| 1,2 | ■ Fukuchiyama-lijn | richting Takarazuka en Sanda              |
| 3,4 | ■ Fukuchiyama-lijn | richting Amagasaki, Osaka en Kita-Shinchi |

## Geschiedenis
Het station werd in 1893 geopend als station Ikeda. In 1951 werd de naam veranderd in Kawanishi-Ikeda en in 1980 werd het station 200 meter verplaatst. 

## Overig openbaar vervoer
Bussen 1, 4, 12, 53, 64 en 150 van Hankyu

## Stationsomgeving
- Station Kawanishi-Noseguchi aan de Hankyu Takarazuka-lijn en de Nose Myoken-lijn
- Autoweg 176
- Aste Kawanishi (winkelcentrum)
- Hankyu Warenhuis
- Kyoto Bank
- Centrale bibliotheek van Kawanishi

(JR Kioto-lijn<<) ·  Ōsaka ·  Tsukamoto ·  Amagasaki ·  Tsukaguchi ·  Inadera ·  Itami ·  Kita-Itami ·  Kawanishi-Ikeda ·  Nakayamadera ·  Takarazuka ·  Namaze ·  Nishinomiyanajio ·  Takedao ·  Dōjō ·  Sanda ·  Shin-Sanda ·  Hirono ·  Aino ·  Aimoto ·  Kusano ·  Furuichi ·  Minami-Yashiro ·  Sasayamaguchi ·  Tamba-Oyama ·  Shimotaki ·  Tanikawa ·  Kaibara ·  Isō ·  Kuroi ·  Ichijima ·  Tamba-Takeda ·  Fukuchiyama · (>>Sanin-lijn)